# Finance décentralisée
La finance décentralisée (abrégé en « DeFi », de l’anglais decentralized finance) est un moyen d'échanger, d'acheter et de vendre avec peu d'intermédiaires et donc par théorie, d'éviter les fonds bloqués ou des frais non prévus à la base ou toute autre action qui impacterait les finances des propriétaires de fonds (comme la crise des subprimes). Cela est accessible grâce en particulier à la blockchain d'Ethereum, en utilisant le peer to peer entre particulier et grâce aux protocoles Uniswap, Polygon et autres. Le but est d'éviter la centralisation, ce qui peut parfois simplifier les failles et entrainer des piratages.

## Définition
La finance décentralisée (communément appelée DeFi) est une forme de finance basée sur la blockchain qui ne s'appuie pas sur des intermédiaires financiers centraux tels que des courtiers, des bourses ou des banques pour offrir des instruments financiers traditionnels, et qui utilise plutôt des contrats intelligents sur des blockchains, la plus courante étant Ethereum. Les plateformes DeFi permettent aux gens de prêter ou d'emprunter des fonds à d'autres personnes, de spéculer sur les mouvements de prix d'une gamme d'actifs en utilisant des produits dérivés, de négocier des cryptomonnaies, de s'assurer contre les risques et de gagner des intérêts sur des comptes de type épargne. La DeFi utilise une architecture en couches et des blocs de construction hautement composables. Certaines applications DeFi favorisent des taux d'intérêt élevés, mais sont soumises à des risques élevés. En octobre 2020, plus de 11 milliards de dollars (valeur en crypto-monnaies) ont été déposés dans divers protocoles financiers décentralisés, ce qui représente une croissance plus que décuplée au cours de l'année 2020,. En janvier 2021, environ 20,5 milliards de dollars ont été investis dans DeFi.

## Évolution
Depuis sa naissance en 2020, la finance décentralisée est passée, en deux ans, d’un secteur de niche de l’industrie cryptographique à un secteur leader.
| | 2020 | 2021 | 2022 |
| --- | ---- | ---- | ---- |
| Montants déposés dans les contrats intelligents des protocoles de la finance décentralisée (en Milliards de dollars) | 11   | 20,5 | 109  |
| Nombre d'utilisateurs (adresses uniques ayant interagi avec les protocoles DeFi, en Millions)                        | 0,3  | 2,8  | 4,8  |
| Volume quotidien échangé moyen annualisé sur les échanges décentralisés (en Milliards de dollars)                    | 0,9  | 2    | 5    |

## Histoire
Les échanges décentralisés (ou DEX) en tant qu'écosystèmes de paiement alternatifs avec de nouveaux protocoles pour les transactions financières émergent dans le cadre de la finance décentralisée, qui fait partie de la technologie blockchain et de la FinTech.
MakerDAO, la plateforme de prêt basée sur des monnaies stables, est considérée comme la première application DeFi à être utilisée de manière significative. Elle permet aux utilisateurs d'emprunter du DAI, le jeton natif de la plateforme, indexé sur le dollar américain. Grâce à un ensemble de contrats intelligents sur la blockchain Ethereum, qui régissent les processus de prêt, de remboursement et de liquidation, MakerDAO vise à maintenir la valeur stable du Dai de manière décentralisée et autonome,.
En juin 2020, Compound Finance commence à récompenser les prêteurs et les emprunteurs de crypto-monnaies sur sa plateforme avec, en plus des paiements d'intérêts typiques aux prêteurs, des unités d'une nouvelle crypto-monnaie connue sous le nom de token COMP, qui est utilisée pour la gouvernance de la plateforme de Compound mais qui est également négociable sur les échanges. D'autres plateformes suivent le mouvement, lançant le phénomène connu sous le nom de « yield farming » ou « liquidity mining », où les spéculateurs déplacent activement les actifs en crypto-monnaies entre les différents pools d'une plateforme et entre différentes plateformes pour maximiser leur rendement total, qui comprend non seulement les intérêts et les frais, mais aussi la valeur des jetons supplémentaires reçus en récompense.
En juillet 2020, le Washington Post rédige un abécédaire de la finance décentralisée comprenant des détails sur l'agriculture de rendement, les retours sur investissement et les risques encourus. En septembre 2020, Bloomberg déclare que la DeFi représentait les deux tiers du marché des crypto-monnaies en termes de variations de prix et que les niveaux de garantie de DeFi avaient atteint 9 milliards de dollars. L'Ethereum connait une hausse des développeurs au cours de l'année 2020 en raison de l'intérêt accru pour la DeFi.
La DeFi attire de grands capital-risqueurs de crypto-monnaies tels qu'Andreessen Horowitz, Bain Capital Ventures et Michael Novogratz.

## Caractéristiques principales
La DeFi s'articule autour d'applications décentralisées, également connues sous le nom de DApps, qui exécutent des fonctions financières sur des grands livres distribués appelés blockchains, une technologie qui a d'abord été rendue populaire par le bitcoin et qui a depuis été adaptée à plus grande échelle,. Plutôt que d'effectuer des transactions par le biais d'un intermédiaire centralisé tel qu'une bourse de crypto-monnaies ou une bourse de valeurs mobilières traditionnelle, les transactions sont effectuées directement entre les participants, par l'intermédiaire de programmes de contrats intelligents. Ces programmes de contrats intelligents, ou protocoles DeFi, fonctionnent généralement à l'aide de logiciels libres construits et maintenus par une communauté de développeurs.
On accède généralement aux DApps par le biais d'une extension de navigateur ou d'une application compatible avec Web3, comme MetaMask, qui permet aux utilisateurs d'interagir directement avec la blockchain Ethereum par le biais d'un portefeuille numérique,. Beaucoup de ces DApps peuvent interagir pour créer des services financiers complexes. Par exemple, les détenteurs de stablecoins peuvent prêter des actifs tels que des USD Coin ou des DAI à un pool de liquidités dans un protocole d'emprunt ou de prêt comme Aave, et permettre à d'autres personnes d'emprunter ces actifs numériques en déposant leur propre garantie, généralement supérieure au montant du prêt.
En outre, Aave introduit les « prêts flash », qui sont des prêts non garantis d'un montant arbitraire qui sont contractés et remboursés de manière prouvable au cours d'une seule transaction blockchain. Bien que les prêts flash puissent avoir des utilisations légitimes, telles que l'arbitrage, l'échange de garanties, l'auto-liquidation et le dénouement de positions à effet de levier, de multiples exploitations des plateformes DeFi utilisent les prêts flash pour manipuler les prix au comptant des crypto-monnaies.
Un autre protocole DeFi est Uniswap, qui est un échange décentralisé (en), ou DEX, qui fonctionne sur la blockchain Ethereum. Uniswap permet d'échanger des centaines de jetons ERC20 différents émis sur la blockchain Ethereum. Plutôt que d'utiliser une bourse centralisée pour exécuter les ordres, Uniswap incite les utilisateurs à former des pools de liquidité en échange d'un pourcentage des frais de négociation qui sont perçus par les opérateurs qui échangent des jetons dans et hors des pools de liquidité.
Ces pools de liquidité permettent aux utilisateurs de passer d'un token à un autre, de manière totalement décentralisée, tout en gardant le contrôle de leurs fonds. Dans le même temps, les fournisseurs de liquidités sont encouragés à déposer des jetons en échange d'une partie des frais générés par les échanges. Après avoir mis en commun leurs jetons, les fournisseurs de liquidités peuvent rester complètement passifs, car le contrat intelligent se charge d'ajuster automatiquement la logique de fourniture de liquidités en fonction du prix actuel du marché.
Ainsi, les DEX sont alimentés par des teneurs de marché automatiques qui se basent sur des formules mathématiques, permettant d'estimer le taux de change entre deux actifs en considérant la liquidité présente sur le protocole.
Étant donné qu'aucune partie centralisée ne gère Uniswap (la plateforme est en fin de compte régie par ses utilisateurs) et que n'importe quelle équipe de développement peut exploiter le logiciel libre, il n'existe aucune entité chargée de vérifier l'identité des personnes qui utilisent la plateforme afin de respecter les réglementations KYC/AML. La position que prendront les régulateurs sur la légalité d'une plateforme comme Uniswap n'est pas claire,.

## Erreurs et piratages
Les erreurs de code et les hacks sont fréquents dans la finance décentralisée. Les transactions blockchain sont irréversibles, ce qui signifie qu'une transaction incorrecte ou frauduleuse sur une plateforme DeFi ne peut pas être facilement corrigée. En 2020, une plateforme connue sous le nom de Yam Finance a rapidement augmenté ses dépôts à 750 millions de dollars avant de s'écraser quelques jours après son lancement en raison d'une erreur de code. En outre, le code des contrats intelligents qui mettent en œuvre les plateformes DeFi est généralement un logiciel libre qui peut être facilement copié pour créer des plateformes concurrentes, ce qui crée des instabilités lorsque les fonds passent d'une plateforme à l'autre.
La personne ou l'entité à l'origine d'un protocole DeFi peut être inconnue et peut disparaître avec l'argent des investisseurs. L'investisseur Michael Novogratz décrit certains protocoles DeFi comme étant « de type Ponzi ».
La DeFi a été comparé à l'engouement pour les initial coin offering de 2017, faisant partie de la bulle des crypto-monnaies de 2017. Les investisseurs inexpérimentés courent un risque de perdre de l'argent en utilisant les plateformes DeFi en raison de la sophistication requise pour interagir avec ces plateformes et de l'absence d'un intermédiaire doté d'un service d'assistance à la clientèle.
Alors que la criminalité liée aux crypto-monnaies, y compris les ransomwares, a diminué après avoir atteint un pic en 2019, la criminalité liée à la DeFi a considérablement augmenté. En 2021, plus de la moitié des crimes liés aux crypto-monnaies étaient liés à la DeFi. Cette hausse est attribuée à une combinaison d'incompétence des développeurs et de réglementations inexistantes ou mal appliquées,,. Les vols dans la DeFi peut provenir soit de pirates informatiques externes qui volent des projets DeFi vulnérables, soit de rug pulls, où les développeurs et les influenceurs font la promotion d'un projet puis partent avec l'argent, comme une forme de pump and dump.

## Réglementation
Pour protéger l'individu non expert, des institutions françaises réfléchissent[C'est-à-dire ?] en novembre 2023 à la réglementation par certification des smarts contracts, dite « MiCa2 », qui pourrait influencer la réglementation européenne. Elle compléterait la réglementation Mica en place.